# Jean-Baptiste Augustin Beausire
Pour les articles homonymes, voir Beausire.
Jean-Baptiste Augustin Beausire est un architecte français, né à Paris en 1693, et mort dans la même ville le 17 octobre 1764,.

## Biographie
Adolphe Lance le dit architecte de la ville de Paris de 1706 à 1751. Il est probable qu'en 1706 il devait travailler avec son père, Jean Beausire, qui était, depuis 1705, « conseiller du roi, maistre général des bastimens de Sa Majesté, architecte maistre des œuvres, garde ayant charge des fontaines publiques de la ville de Paris, et contrôlleur des bastimens d'icelle ».
Il est présenté comme architecte de la 2e classe en 1720. Il est promu par le roi, le 5 mai 1732, architecte de la 2e classe de l'Académie royale d'architecture,. Il est proposé comme architecte de la 1re classe en 1754, 1755. Il est choisi le 24 novembre 1755. Son brevet d'architecte de la 1re classe a été signée par le roi le 15 septembre 1756.
En 1728, son père, Jean Beaussire, décide de l'associer dans sa charge de maître des œuvres de la Ville de Paris. Ils commencent à travailler ensemble sur la fontaine de la Reine, à l'angle des rues Saint-Denis et Graneta. Le marchand évantailliste Claude Aubry a demandé à la ville de lui racheter l'ancienne fontaine située près de sa maison, le 8 octobre 1732. Il a fait reconstruire sa maison et la fontaine de la Reine par l'entrepreneur en maçonnerie Richard Cochois. Les Beausire ont donné le dessin de la nouvelle fontaine qui a été réalisé par Cochois.
La ville de Paris était propriétaire d'un vieil immeuble contre la fontaine de Maubué. La ville ayant décidé de les faire reconstruire, les Beausire ont donné les dessins de la fontaine et de la maison le 21 avril 1733. La fontaine, située dans un angle, avait une face sur la rue Saint-Martin et une autre sur la rue Maubuée.
En 1733, Augustin-Vincent Hennequin, marquis d'Ecquevilly, est propriétaire de l'hôtel dit du Grand-Veneur, no 60 rue de Turenne. Il charge Jean-Baptiste Augustin Beausire d'y faire des modifications et l'a décoré d'attributs cynégétiques.
Il porte plainte contre Servandoni le 21 août 1734 qui lui a donné des coups avec son épée.
Entre 1730 et 1739, Antoine-Martin Chaumont de la Galaizière, et son épouse, Louise-Élisabeth Orry, fille de Jean Orry, ont chargé Jean-Baptiste Augustin Beausire de remettre en état le gros-œuvre de l'hôtel de Beauvais.
Il est nommé à l'office de maître général des bâtiments de la ville de Paris le 21 mai 1738, en survivance de son père, Jean Beausire. Il a aussi été chargé d'organiser les fêtes données par les prévôts des marchands et les échevins de la ville de Paris.
En 1736, la ville de Paris a décidé de refaire le grand égout, qui était en tranchée, en creusant un nouveau canal maçonné en pierre, un peu au sud de l'ancien. Le devis est signé le 28 décembre 1736 par Beausire et Gabriel. Il se montait à 600 758 livres. À cette somme, il faut ajouter le prix d'un réservoir de chasse à établir en tête de l'égout. Le devis est approuvé par le roi. Les travaux sont réalisés suivant les plans de Jean-Baptiste Augustin Beausire et confiés aux entrepreneurs Pierre-Jean Varin et Pierre-François Cordier en 1737. Mais ils abandonnèrent les travaux après avoir fait 320 000 livres de frais. Les travaux sont confiés en 1739 aux entrepreneurs des bâtiments du roi Pérard, Rondel et Bernard. Ils sont terminés à l'été 1740. Le mémoire définitif signé de Jean-Baptiste Augustin Beausire a arrêté les dépenses à 1 226 249 livres,.
Il organise la fête donnée pour le retour de l'armée du roi et la réception du roi Louis XV à l'hôtel de ville le 15 novembre 1744.
Il a donné les dessins du feu d'artifice en juin 1745 pour célébrer la prise de la ville de Tournai. Il a fait la décoration de la salle de bal dans l'hôtel de ville de Paris à l'occasion du mariage du Dauphin et de l'infante d'Espagne, le 23 février 1745.
Jean-Baptiste Augustin Beausire est probablement l'architecte de la fontaine du Diable, construite à l'angle des rues de l'Échelle et Saint-Louis. C'est la dernière fontaine construite par un Beausire.
Son fils, Jean-Baptiste Beausire, n'ayant aucune attirance pour le métier d'architecte, il a fait transférer sa charge de contrôleur des bâtiments de la ville de Paris à son beau-fils, Laurent Destouches, qui ne l'a conservée que jusqu'en 1755 qui la remet à son beau-père, puis la charge de maître des Bâtiments de la Ville est achetée par Pierre-Louis Moreau-Desproux, en 1763.
Le 25 avril 1755, le Bureau de la ville de Paris, envisage de racheter l'hôtel de Soissons. Beausire, maître général des bâtiments de la ville fait l'estimation le 1er avril 1756 et le roi donne son accord le 13 août. la ville achète l'hôtel de Soissons le 21 août 1756. La ville n'a conservé qu'une partie du terrain pour y construire la Halle aux blés à partir de 1763.

## Famille
- Jean Beausire (1651-1743), marié à Catherine Le Trotteur (vers 1670-1716) ;
- Stéphane Beausire (né à Paris vers 1618), le frère de Jean (1651-1743) et le père de Simon (1648-1712), auteur d'une branche italienne d'architectes: Busiri Vici, toujours représentée en Italie.
  - Jean-Baptiste Augustin Beausire (1693-1764), marié en 1723 à Anne Carré, architecte, maître général des bâtiments du Roi à Paris en 1738[18]. Il a transmis sa charge de maître général en 1751 à son gendre à l'occasion de son mariage avec sa fille, mais la reprend en 1755 ;
  - Simon Beausire (Paris 1648- Rome 1712), le père de Giovanni Battista Busiri (Rome 1698-1757, célèbre peintre vedutiste) et de Giulio Busiri (Rome 1687-1764, père de Gaspare Giuseppe Busiri, etc. jusqu'à aujourd'hui)  
    - Jean-Baptiste de Beausire (mort en 1762), ne veut pas poursuivre dans la carrière de son père, conseiller du roi, lieutenant du roi au grenier au sel, marié à Jeanne Félicité Lamoureux de La Genetière (morte le 13 mai 1771) ;
      - Jean-Baptiste Toussaint de Beausire (né le 6 novembre 1761-mort le 3 février 1818)[19], écuyer. Orphelin à 10 ans, il va mener une vie dissolue qui va l'amener dans les maisons de correction où il a pu rencontrer Saint-Just. Après avoir dilapidé la moitié de sa fortune, le conseil de famille composé de Laurent Destouches, Pierre Payen, Pierre-Louis Moreau-Desproux, le font interdire par un arrêt du Châtelet du 12 mai 1786. Il n'aura droit qu'à une rente de 4 000 livres. Pierre-Louis Moreau-Desproux a eu des propos assez rudes contre son neveu. Ce dernier ne les a pas oubliés et va le dénoncer pendant la Terreur. Toussaint de Beausire est devenu l'amant de Marie-Nicole Leguay qui s'est trouvée impliquée dans l'affaire du collier de la reine car sa ressemblance avec la reine Marie-Antoinette a amené la comtesse de La Motte à lui demander de jouer le rôle de la reine contre un paiement de 15 000 livres. Les deux amants s'enfuient à Bruxelles le 17 octobre 1785 mais reviennent en France le 2 novembre et placés à la Bastille. Le parlement de Paris met Marie-Nicole Leguay dite d'Oliva ou Dessigny hors de cause et de procès. Toussaint Beausire est libéré le 11 mars 1786. Marie-Nicole Leguay ayant eu un enfant de son amant, ils se marient peu après. Marie-Nicole Leguay port plainte contre son mari le 19 janvier 1789. Elle meurt le 24 juin 1789. Il a participé à la prise de la Bastille et marché sur Versailles le 5 octobre. Il s'est retiré à Choisy-sur-Seine où il s'est remarié le 6 octobre 1791 avec Adélaïde Duport et y a été désigné procureur de la commune. Jean-Baptiste Toussaint de Beausire, pamphlétaire, va être mêlé à la conspiration des prisons mais il est acquitté en 1795. Il est mort le 3 février 1818, contrôleur des contributions du Pas-de-Calais ;

    - Anne Charlotte Julie Beausire, mariée en 1751 à Laurent Destouches, écuyer, seigneur de Mignaux, architecte, maître général des bâtiments du Roi à Paris en 1751 mais qu'il rend à son beau-père en 1755, notaire et secrétaire du Roi près la cour des Aides de Paris ;

  - Jérôme Beausire (1709-1761), architecte ;
  - Catherine Angélique Beausire (1698-1774), mariée à Romain Moreau (né vers 1695) ;
    - Pierre-Louis Moreau-Desproux (1727-1794), architecte, maître général des bâtiments du Roi à Paris en 1763 ;

  - Catherine-Élisabeth Beausire s'est mariée en 1717 avec Barthélemy Bourdet ;
  - Élisabeth-Denise Beausire, s'est mariée en 1724 avec Jacques Vinage (vers 1690-1735), architecte.